# Mymurapelta
Mymurapelta (Mymoorapelta maysi) – dinozaur z grupy ankylozaurów (Ankylosauria).
Żył w okresie późnej jury (ok. 154-150 mln lat temu) na terenach Ameryki Północnej. Długość ciała ok. 2,7 m, wysokość ok. 1 m, masa ok. 200 kg. Jego szczątki znaleziono w USA (w stanie Kolorado).